# Ауэр, Макс
Макс Йозеф Ауэр (нем. Max Joseph Auer; 6 мая 1880[…], Фёклабрук, Верхняя Австрия — 24 сентября 1962[…], Бад-Ишль, Верхняя Австрия) — австрийский музыковед

.
Окончил учительский институт в Зальцбурге (1900), одновременно частным образом занимаясь музыкой под руководством Йозефа Фридриха Хуммеля. Работал учителем, в 1920 году вышел в отставку и полностью посвятил себя творчеству своего любимого композитора Антона Брукнера.
В 1927 году основал Международное Брукнеровское общество и был его президентом до 1938 года, а затем вновь в 1946—1954 гг. В том же 1927 году выпустил книгу «Антон Брукнер как церковный музыкант» (нем. Anton Bruckner als Kirchenmusiker).
Важнейшей работой Ауэра стало завершение и подготовка к публикации биографии Брукнера, написанной его учеником Августом Гёллерихом, успевшим лишь выпустить в 1922 году первый том своего труда: Ауэр бережно разобрал и обработал подготовительные материалы Гёллериха и полностью опубликовал его книгу к 1936 году (нем. Anton Bruckner: ein Lebens- u. Schaffensbild), снабдив её собственными замечаниями и дополнениями. Труд Гёллериха и Ауэра получил высокую оценку специалистов (в частности, И. И. Соллертинского).